# Dassault Mirage 2000
Die Mirage 2000 ist ein französisches Mehrzweckkampfflugzeug, das vom Flugzeughersteller Dassault entwickelt und produziert wurde.
Sie ist das Ergebnis einer langen Reihe von Kampfflugzeugen, die als Deltaflügler ohne separates Höhenleitwerk konstruiert wurden.

## Geschichte

### Ursprünge

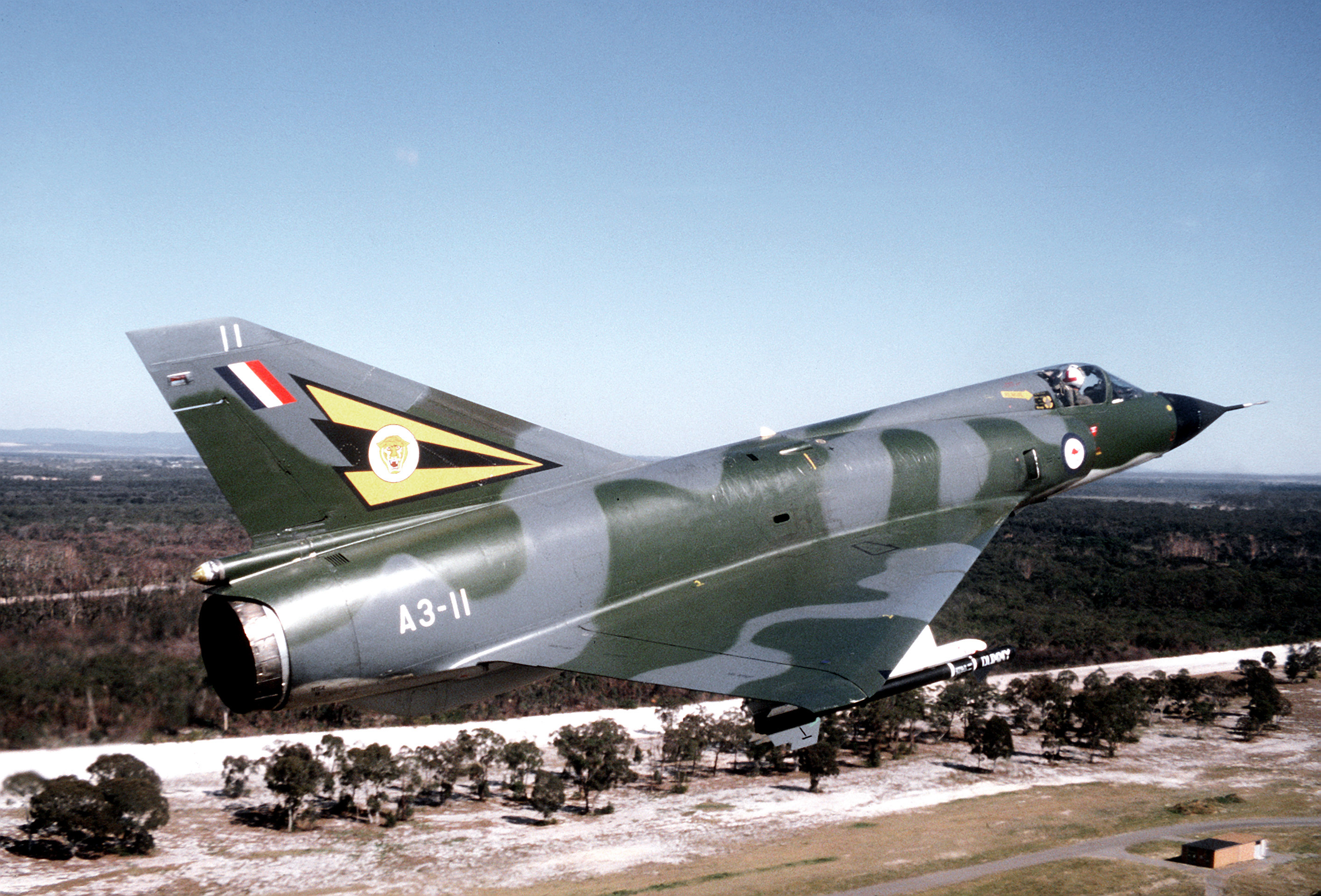
Eine Mirage IIIE(O) der RAAF

Die schwanzlose Deltaform wurde von Dassault erstmals Mitte der 1950er-Jahre verwendet. Die Bedrohung jener Zeit bestand aus schnellen und hoch fliegenden sowjetischen Bombern. Trotz einiger bekannter Nachteile des Deltaflügels ist dieser mit seiner Kombination von starker Pfeilung und großer Flügelfläche optimal für hohe Geschwindigkeiten in großen Höhen. Des Weiteren bot die lange Profilsehne an der Flügelwurzel ausreichend Platz für Tanks und vereinfachte somit den Bau des Flugzeuges. Schließlich war in allen Fluglagen ein hohes Maß an Trim zum Erreichen der statischen Stabilität erforderlich, besonders dann, wenn Außenlasten mitgeführt wurden. Diese Tragflächenauslegung erhöht bei Unterschallgeschwindigkeit den Luftwiderstand.
Bei einem Deltaflügel gibt es keinen Punkt, an dem der Strömungsabriss auftritt. Mit höherem Anstellwinkel wird auch der Auftrieb größer, der Luftwiderstand steigt jedoch ebenfalls an. Der kritische Punkt ist dann erreicht, wenn der Luftwiderstand die Schubkraft des Triebwerks übersteigt. Dann fällt die Geschwindigkeit rapide ab.
Um dem entgegenzuwirken, senkte Dassault die Rumpfnase zunächst leicht ab. Gleichzeitig wurde der Einstellwinkel reduziert, was allerdings die Flughöhe reduzierte. Dies war allerdings in den meisten Flugsituationen hinnehmbar. Die schwanzlose Deltakonstruktion war für den Kurvenkampf nur bedingt geeignet, weil die Geschwindigkeit im Kurvenflug stärker als bei anderen Tragflächenauslegungen sinkt. Da aber die primäre Aufgabe das Bekämpfen sowjetischer Strahlbomber war, spielte dieser Aspekt zunächst nur eine geringe Rolle.
Insgesamt war man der Meinung, dass die Vorteile überwiegen und somit entstand zunächst die Mirage III. Diese wurde nach dem Prinzip der kleinstmöglichen Zelle mit dem größtmöglichen Triebwerk gebaut. Israel setzte diesen Typ schließlich im Sechstagekrieg sehr erfolgreich gegen die in der Sowjetunion gebaute MiG-21 ein. Dass der Grund für die israelische Luftüberlegenheit hauptsächlich etwas mit dem Ausbildungsstand der Piloten zu tun hatte, wurde ignoriert, der französische Jäger galt nunmehr als kampferprobt. Dies führte zu massiven Exporterfolgen der Mirage III.

### Vorgänger
Trotz des guten Rufes der Mirage III war man sich bei der französischen Luftwaffe über ihre Nachteile völlig im Klaren. Um diese wettzumachen, wandte man sich bei Dassault der Auslegung der Maschine mit konventionellen gepfeilten Tragflächen und Leitwerken zu. Die Mirage F1 hatte die gleichen Abmessungen wie ihre Vorgängerin, war jedoch deutlich schwerer und hatte eine viel kleinere Flügelfläche. Da alle anderen Werte gleich blieben, hätte die deutlich größere Flächenbelastung eigentlich zu einer Beeinträchtigung der Mindestgeschwindigkeit und der Manövrierfähigkeit führen müssen. Dieser Nachteil wurde jedoch durch die Kombination von Vorflügeln und Klappen mehr als ausgeglichen. Sie verminderten die Anfluggeschwindigkeit um mehr als 30 %, so dass kürzere Landebahnen verwendet werden konnten. In den meisten Höhenbereichen konnte die F1 bei vielen Geschwindigkeiten einer um 1g größeren Belastung standhalten als die Mirage III, während bei eng geflogenen Kurven deutlich weniger Energie verloren ging. Es sah so aus, als würde die F1 die schwanzlosen Deltas überflüssig machen.

### Entwicklung
Als Anfang der 1970er-Jahre in den USA mit der F-14 und F-15 eine neue Generation von Jagdflugzeugen in Dienst gestellt wurde, sollte Dassault einen zweistrahligen Luftüberlegenheitsjäger entwickeln. Mit Schwenkflügeln hatte Dassault aber keine Erfahrungen, weshalb die Firma die Entwicklung in diesem Bereich nach dem Prototyp Mirage G aufgab. Gleichzeitig wurde aber auch deutlich, dass eine zweistrahlige konventionelle Auslegung mit der F-15 entsprechenden Leistungen die finanziellen Möglichkeiten überschreiten würde. Deshalb suchte Dassault nach einer günstigeren Alternative, und da der Konzern auf dem Gebiet der Deltaflügel die meisten Erfahrungen besaß, ging er von einem erfolgreichen Entwurf aus. Im Dezember 1975 begann Dassault schließlich mit den Arbeiten an zwei neuen schwanzlosen Deltaflugzeugen, wovon eine einstrahlig war, die andere zweistrahlig. Der neue einstrahlige Jäger flog erstmals am 10. März 1978 als Mirage 2000. Die zweistrahlige Version flog dagegen erst am 9. März 1979 als Mirage 4000. Diese Version sollte letztendlich auch scheitern, während die Mirage 2000 mit 601 gebauten Maschinen zu einem Erfolg wurde. Die letzte Mirage 2000 (eine Mirage 2000-5 Mk.II) für die griechischen Luftstreitkräfte wurde am 23. November 2007 auf der Luftwaffenbasis Tanagra übergeben.

## Technik

### Die Zelle
Sowohl im Aussehen als auch in der Abmessung gleicht die Mirage 2000 der Mirage III, jedoch wurden erhebliche Detailveränderungen vorgenommen. So wurde die Tragflügelvorderkanten-Pfeilung von 60° auf 58° reduziert. Die Tragflächen sind mit über die gesamte Vorderkante reichenden Vorflügeln ausgestattet, während an der Hinterkante zweiteilige, über die gesamte Flügelbreite gehende kombinierte Höhen- und Querruder – sogenannte Elevons – angebracht sind. Diese Elevons sind aus Gründen der Redundanz und zur Reduzierung der Biegebeanspruchung unterteilt. In Kombination mit den Vorflügeln kann die Flügelwölbung der entsprechenden Geschwindigkeit und dem Flugzustand angepasst werden, wodurch über einen weiten Flugbereich ein deutlich besseres Auftrieb-zu-Widerstand-Verhältnis erreicht werden konnte. Die Mirage 2000 ist ein im Unterschallbereich aerodynamisch um die Querachse instabiles Flugzeug. Dies führt zu einem geringeren Geschwindigkeitsverlust im Kurvenflug. Um höhere Anstellwinkel zu ermöglichen, wurden oben an den Lufteinläufen – etwas über den Tragflächen – sogenannte Strakes angebracht, die bei großen Anstellwinkeln einen stabilen Tütenwirbel erzeugen und so dafür sorgen, dass die Strömung nicht nach außen abwandert und somit auch die Steuerbarkeit bei hohen Anstellwinkeln deutlich verbessern. Die Konstruktion der verstellbaren seitlichen Lufteinläufe ist typisch für Dassault, ebenso die konusförmigen Eintrittskörper am Lufteinlauf. Die Cockpithaube ist hinten angeschlagen und geht direkt in den Rumpfrücken über, um die Aerodynamik zu verbessern, wodurch allerdings die Sicht des Piloten nach hinten behindert wird. Um das Gewicht der Flugzeugzelle zu reduzieren, verwendete Dassault erstmals Verbundmaterialien auf Kohlenstoff- und Borbasis, jedoch noch nicht in dem Umfang wie bei moderneren Kampfjets.

### Triebwerk
Das Snecma M53 ist ein Nachbrenner-Mantelstromtriebwerk, das für die Mirage 2000 von Snecma entwickelt wurde.
Obwohl es große Ähnlichkeit mit dem Atar 9C und 9K hat, handelt es sich beim M53 um eine komplette Neuentwicklung. Das M53 ist als Einwellentriebwerk ausgeführt; hier werden der Fan und der Hochdruckverdichter über dieselbe Welle angetrieben. Das Nebenstromverhältnis bewegt sich mit 0,31:1 im üblichen Rahmen bei Jettriebwerken. Durch die Einwellenbauweise war es wesentlich wartungsärmer als ein Zweiwellentriebwerk, was aber mit dem Nachteil eines nur sehr moderaten Verdichtungsverhältnisses von 9,8:1 erkauft wurde. Im Vergleich hierzu hat das F110-Triebwerk der F-16 ein Verdichtungsverhältnis von ~29,9:1. Der Stator ist nicht variabel ausgeführt. Dies führt insgesamt zu einem deutlich höheren spezifischen Treibstoffverbrauch des M53, jedoch ist es in wartungsfreundlicher Modulbauweise ausgeführt. Diese Module können ohne aufwändige Kalibrierung ausgetauscht werden. Es gibt auch keinerlei Beschränkungen bezüglich des Triebwerks, die der Pilot beachten müsste, was den Piloten im Luftkampf ganz erheblich entlastet.

### Avionik

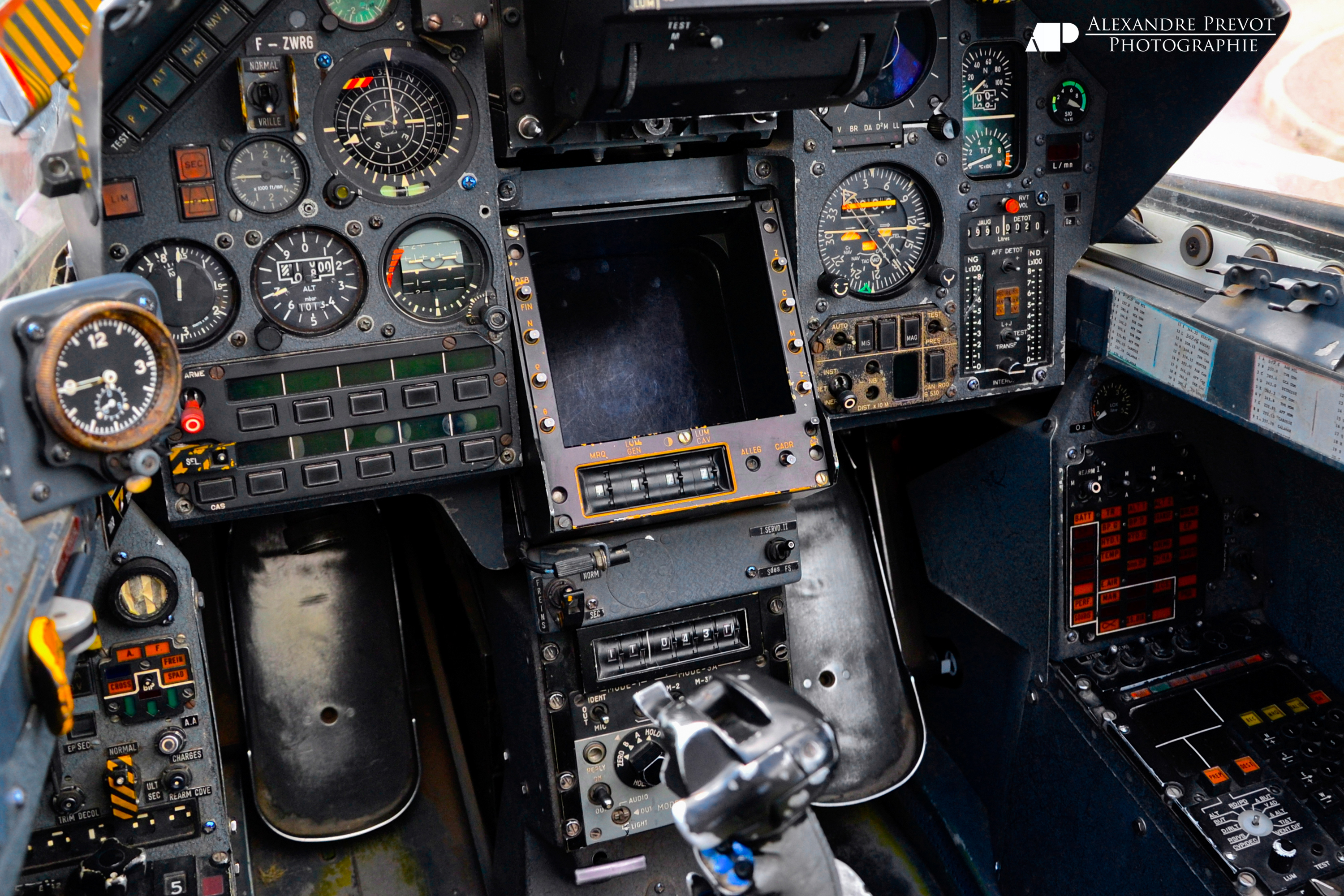
Cockpit

Der Großteil der Mirage 2000 ist mit dem Bordradar RDI von Thomson-CSF ausgestattet. Dieses Gerät ist speziell für die Abfangjagd ausgelegt. Um in Bezug auf Zielentfernung und Geschwindigkeit bei weiter entfernt fliegenden Zielen eindeutige Daten zu bekommen, arbeitet dieses Radar mit sehr hoher Impuls-Wiederholungsfrequenz. Als Höchstreichweite werden 120 km im Kampf gegen Ziele in der Größe eines Jagdflugzeugs angegeben. Diese Reichweite reduziert sich auf 56 km bei frontal anfliegenden oder tieffliegenden Flugzeugen, wenn nach unten gemessen wird (Look-down). Wenngleich dieses Radar nicht die Leistungsfähigkeit vergleichbarer zeitgenössischer US-amerikanischer Radargeräte wie des Hughes APG-65 hatte, so war bei der französischen Luftwaffe die Auffassung vorherrschend, dass es nicht zuletzt aufgrund der kleinen Radar-Rückstrahlfläche der Mirage 2000 im Vergleich zu den Radargeräten der potentiellen Gegner besser war. Außerdem konnte es für die Zielführung von Lenkwaffen auf sehr hoch fliegende Ziele verwendet werden.
In den 1990er-Jahren stellte Thomson-CSF das verbesserte Bordradar RDY vor, das eine größere Reichweite und mehr Leistungsfähigkeit als sein Vorgänger besitzt. Es kann gleichzeitig bis zu 24 Ziele orten, acht davon erfassen und die Ziele mit dem größten Bedrohungspotential herausstellen. Inzwischen ist auch das RDY-2 verfügbar und die Mirage 2000 wird teilweise damit nachgerüstet.
Eine weitere Besonderheit der Mirage 2000 sind das Infrarotwarnsystem SAMIR und die ECM-Ausrüstung IMEWS.

## Flugleistungen
Wie die meisten modernen Kampfflugzeuge ist die Mirage 2000 für Belastungen im Bereich zwischen −3g bis +9g ausgelegt. Wird diese Belastung überschritten, greift der Flugcomputer ein. Die finale Belastungsgrenze liegt bei 13,5g. Die größte Rollrate beträgt 270°/s und auch in der Längsachse kann die Position der Maschine sehr schnell verändert werden.
Die Wenderate liegt bei 20 bis 30 Grad pro Sekunde. Aufgrund des Verhältnisses von Schubkraft zu Gewicht ist das Beschleunigungsvermögen relativ gering und der Mindestkurvenradius hoch.
Die Wenderate in 1524 m Höhe beträgt bei Mach 0,5 14°/s, steigt bei Mach 0,9 auf 17°/s an und fällt bei Mach 1,2 auf 7°/s ab. In 9144 m bei einer Geschwindigkeit von Mach 0,9 liegt die Wenderate bei 7°/s und fällt bei Mach 1,6 auf 4°/s ab. Diese Leistungswerte sind für eine als Abfangjäger konstruierte Maschine durchaus sehr gut, können aber mit den Werten moderner, für den Kurvenkampf gebauter Maschinen vom Typ Eurofighter oder Rafale nicht mithalten. Die Maschine bleibt bis zu einer Geschwindigkeit von 74 km/h steuerbar, obwohl die für einen stabilen Flug erforderliche Mindestgeschwindigkeit bei 185 km/h liegt. Als Abfangjäger kann die Mirage 2000 nach dem Start innerhalb von vier Minuten auf 15.000 m steigen und Mach 2 erreichen.

## Varianten

### Mirage 2000C
Diese erste einsitzige Basisvariante hatte ihren Erstflug im November 1982. Hiervon sind 136 Stück gefertigt und ausgeliefert worden. Die ersten 37 hatten ein Thomson-CSF-RDM-Radar sowie ein SNECMA-M53-5-Triebwerk. Die spätere Serie ist bereits mit dem neueren Thomson-CSF-RDI-Radar und SNECMA-M53-P2-Triebwerk ausgestattet worden.

### Mirage 2000B
Diese doppelsitzige Variante dient primär als Trainer. Durch das zweite Cockpit verfügt sie über 110 Liter weniger Treibstoff, hat jedoch einen 19 cm längeren Rumpf. Ebenfalls sind keine Bordkanonen eingebaut. Sie hatte ihren Erstflug am 11. Oktober 1980. Für die französische Luftwaffe sind 32 Stück ausgeliefert worden.

### Mirage 2000
Die maximale Geschwindigkeit beträgt 2716 km/h.

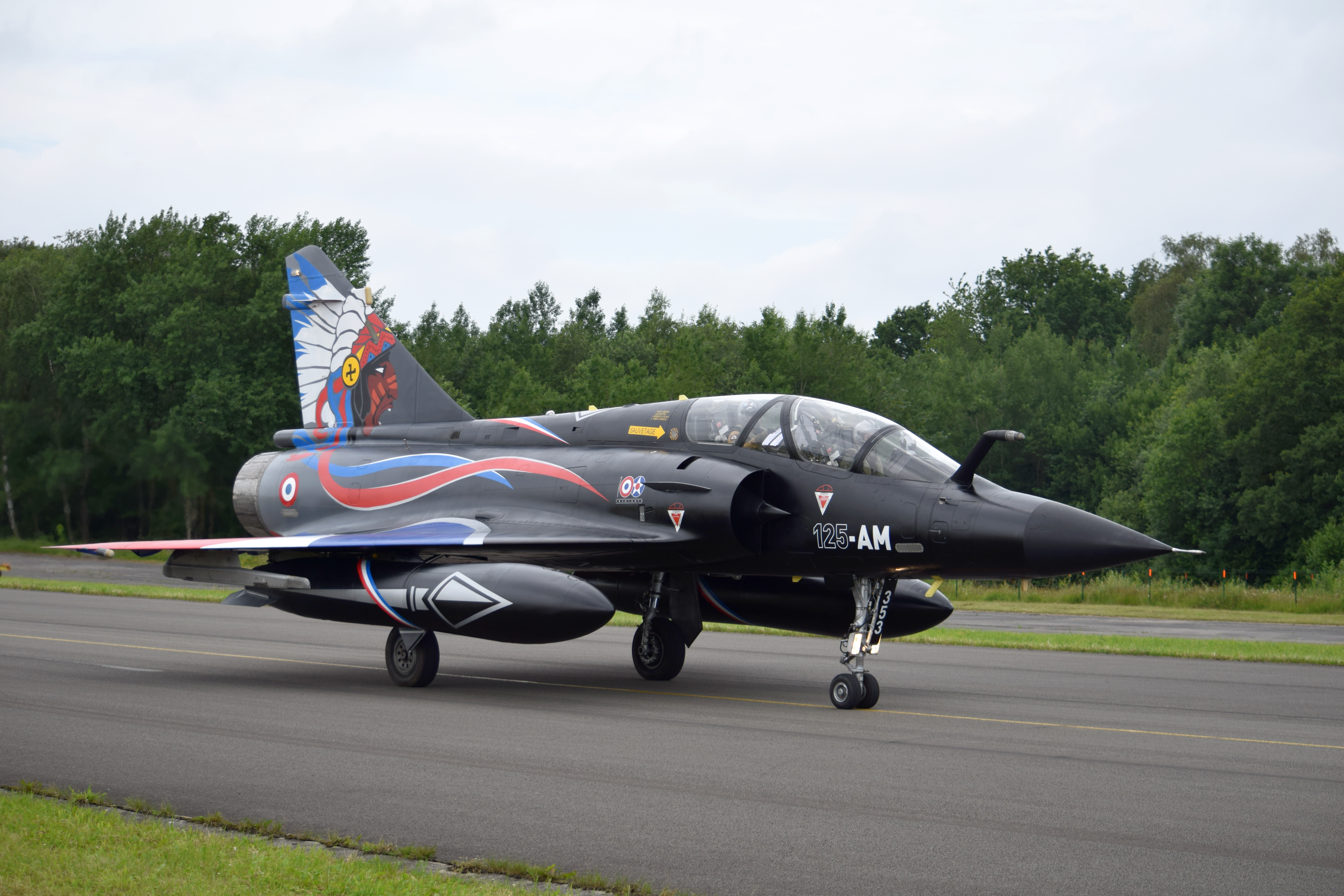
Mirage 2000N, Teil der Vorführungsformation „Ramex Delta“ der Armee de l’Air, auf den Belgian Air Force Days 2016

#### Mirage 2000N K1
Eine Besonderheit innerhalb der 2000er-Serie der Mirage stellt die 2000N dar. Sie wurde für Angriffseinsätze aus der zweisitzigen 2000B-Trainerversion entwickelt. Die 2000N ersetzte ab 1983 die Mirage IV.P in der primären Rolle der atomaren Abschreckung, daher ihre Bezeichnung „N“ für Nucléaire. Ihre Hauptaufgabe besteht in Tiefflugeinsätzen, sowohl mit einer Bandbreite konventioneller Waffen (Freifallbomben, Splitterbomben oder Schüttbomben) wie auch mit taktischen Nuklearwaffen, weit in feindliches Gebiet einzudringen und Ziele von hoher Priorität zu zerstören. In dieser letzten Rolle trägt eine 2000N so gut wie sicher eine der beiden bekannten luftgestützten Nuklearwaffen Frankreichs, die CEA-AN-52-Nuklearbombe, sowie auch die ASMP-Marschflugkörper. Weiter verfügt sie über das für Tiefangriffe optimierte Thomson-CSF-Antilope-5-Radargerät in Kombination mit einem HUD, Farbbildschirmen und einer beweglichen Karte. Zur exakten Navigation ist zudem das inertiale Navigationssystem Sagem ULISS 52 mit zwei TRT-AHV-12-Höhenmetern ausgestattet. Weiter ist eine vertikal eingebaute Fotokamera vorhanden.

#### Mirage 2000N K2
Diese verbesserte Subvariante erschien 1983 und verfügt über das Täuschkörperausstoßgerät MATRA Spirale mit 112 Kartuschen. Zur Selbstverteidigung ist neben RWR, EKF-Störsender und Täuschkörperwerfern ALKAN LL5062 auch das ICMS-System eingebaut, welches die Sensordaten auswertet und daraufhin Gegenmaßnahmen einleitet.

#### Ramex Delta
Zur Demonstration ihrer Fähigkeiten betreibt die Armée de l'Air ein Demonstrationsteam mit der Bezeichnung Ramex Delta, das mit zwei Mirage 2000N auf Flugvorführungen taktische Flugmanöver präsentiert. Die Maschinen und Besatzungen kommen dabei von der Escadron de chasse 2/4 „La Fayette“ aus dem südfranzösischen Istres.

### Mirage 2000D
Die Mirage 2000D ist eine Jagdbombervariante, welche 1990 aus der 2000N als Träger konventioneller Waffen abgeleitet wurde. Die Bezeichnung stammt von „Diversifié“. Sie verfügt primär über die gleichen Systeme wie die 2000N, jedoch nicht über die Verkabelung zum Abfeuern der ASMP.

### Mirage 2000-5

#### Mirage 2000-5F
Diese verbesserte Version der 2000C verfügt über das modernere Thales RDY-Radar, Glascockpit sowie die neuen MICA-Lenkwaffen. Ihr Erstflug fand am 24. Oktober 1990 statt. Die auf den Standard 2000-5 umgebauten 2000C der französischen Luftwaffe werden als Mirage 2000-5F bezeichnet.

#### Mirage 2000-5 Mk.II
Die Mirage 2000-5 Mark 2 ist eine weiter verbesserte Mehrzweckversion der 2000-5, die allwetter- und tag-/nachteinsatzfähig ist. Sie verfügt unter anderem über ein Thales-RDY-2-Radar (SAR fähig), verbesserte Avionik (neuer Rechner, Laserkreisel, GPS sowie neue ECM-Ausrüstung). Die Variante für die VAE wird als 2000-9 bezeichnet.

### Mirage 2000E
Als Mirage 2000E werden Exportvarianten bezeichnet. Sie verfügen über M53-P2-Triebwerke sowie ein weiterentwickeltes RDM+-Radar und werden mit ATLIS-II-Zielbehälter angeboten.
- Mirage 2000M, 16 Ein- und 4 Zweisitzer für Ägypten
- Mirage 2000T/TH, 42 Ein- und 7 Zweisitzer für Indien
- Mirage 2000I/TI, Modernisierte Mirage 2000T/TH Indiens auf den Standard 2000-5 Mark 2[5]
- Mirage 2000P/DP, 10 Ein- und 2 Zweisitzer für Peru
- Mirage 2000-5EI, 47 Ein- und 12 Zweisitzer für Taiwan, basierend auf der Mirage 2000-5
- Mirage 2000-5EDA/EDDA, 9 Ein- und 3 Zweisitzer für Katar, basierend auf der Mirage 2000-5
- Mirage 2000EAD/RAD/DAD, 22 Einsitzer EAD, 8 Einsitzer RAD und 6 Zweisitzer für die Vereinigten Arabischen Emirate, basierend auf der Mirage 2000-5
- Mirage 2000-9/9D, Exportversion auf Basis der Mirage 2000-5 Mk 2, 20 Ein- und 12 Zweisitzer für die Vereinigten Arabischen Emirate
- Mirage 2000EG/BG, 36 Ein- und 4 Zweisitzer für die griechische Luftwaffe (HAF), basierend auf leicht modifizierten 2000C (zusätzlich 15 neu gebaute und 10 auf den Stand Mirage 2000-5 Mark 2 umgerüstete Maschinen)
- Mirage 2000BR, 10 Ein- und 2 Zweisitzer aus den Beständen der Armée de l'air für Brasilien

## Technische Daten
| Kenngröße                 | Daten der Mirage 2000-5 Mk.II/9 |
| ------------------------- | --- |
| Typ                       | Mehrzweckkampfflugzeug |
| Besatzung                 | 1 bzw. 2 bei Mirage 2000 B, D und N                                                                                                |
| Länge                     | 14,66 m |
| Spannweite                | 9,13 m |
| Höhe                      | 5,40 m bei Leermasse |
| Flügelfläche              | 41 m² |
| Flügelstreckung           | 2,03 |

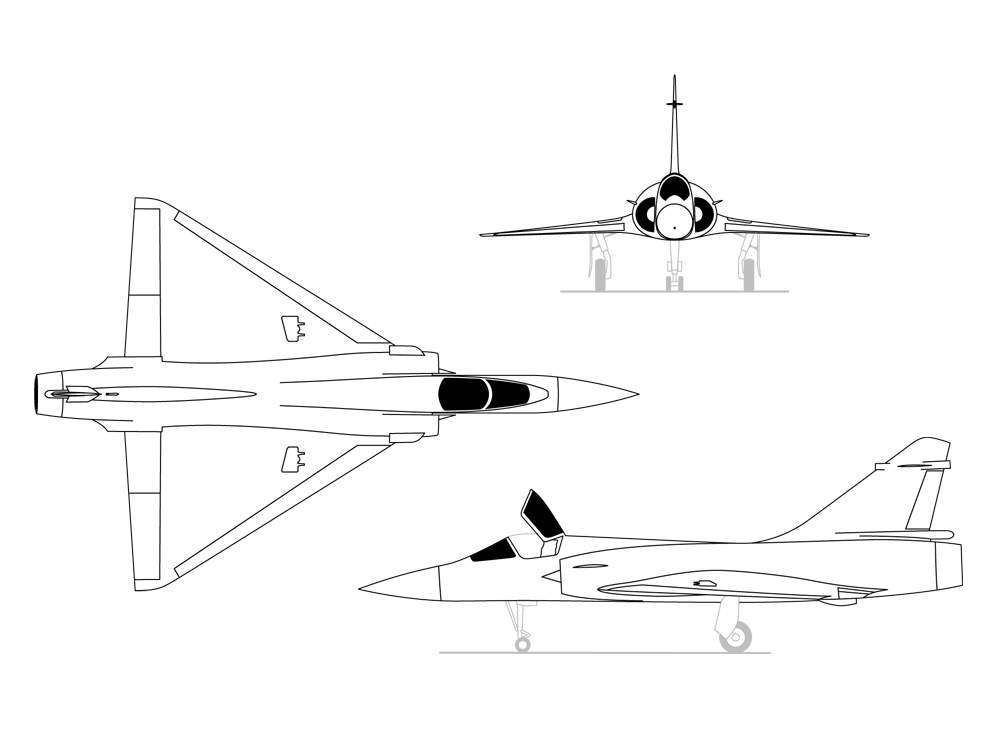
Risszeichnung

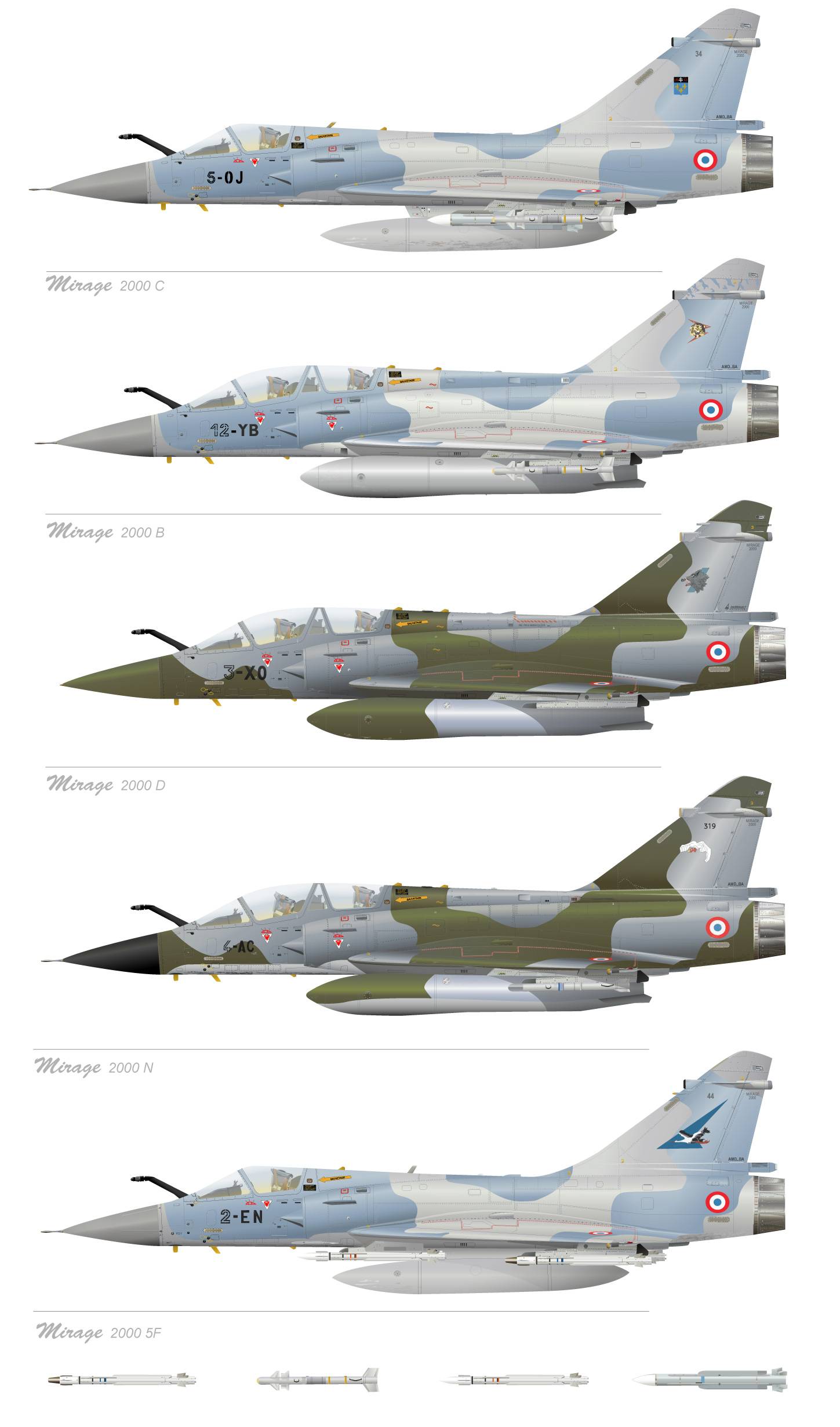
Mirage 2000 C/B/D/N/5 im Dienst der französischen Luftwaffe

| Tragflächenbelastung      | - minimal (Leermasse): 186 kg/m² - nominal (normale Startmasse): 287 kg/m² - maximal (maximales Startmasse): 427 kg/m²             |
| Leermasse                 | 7.636 kg |
| normale Startmasse        | 11.761 kg |
| max. Startmasse           | 17.500 kg |
| max. Treibstoffkapazität  | 3.200 kg (intern) |
| minimale Geschwindigkeit  | 185 km/h |
| Marschgeschwindigkeit     | 1118 km/h bzw. Mach 0,91 (auf 10.975 m)                                                                                            |
| Höchstgeschwindigkeit     | - 2390 km/h bzw. Mach 2,25 (auf 10.975 m) - 1470 km/h bzw. Mach 1,2 (auf Meereshöhe)                                               |
| Dienstgipfelhöhe          | 18.000 m |
| max. Steiggeschwindigkeit | 305 m/s |
| Einsatzradius             | ca. 900 km (als Abfangjäger) |
| Überführungsreichweite    | 3355 km (mit Zusatztanks) |
| Belastungen               | −3g bis +9g |
| Rettungssystem            | Schleudersitz Martin-Baker/Hispano-Suiza MB Mk.F10Q                                                                                |
| Triebwerke                | ein SNECMA-M53-P2-Mantelstromtriebwerk                                                                                             |
| Schubkraft                | - mit Nachbrenner: 95,23 kN - ohne Nachbrenner: 64,33 kN                                                                           |
| Schub-Gewicht-Verhältnis  | - maximal (Leermasse): 1,27 - nominal (normale Startmasse): 0,83 - minimal (max. Startmasse): 0,55                                 |
| Betreiber                 | Frankreich, Ägypten, Brasilien, Griechenland, Indien, Peru, Katar, Taiwan und Vereinigte Arabische Emirate, Ukraine (seit 02/2025) |

## Bewaffnung
Im Rumpf montierte Rohrwaffen

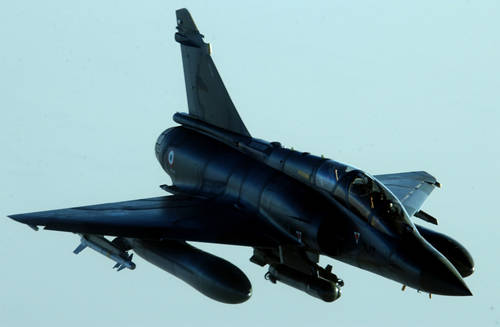
Eine französische Mirage 2000D im Afghanistan-Einsatz, Juli 2002

- 2 × 30-mm-Revolverkanonen DEFA Canon 30 M 550 F4 (M554) mit je 125 Schuss Munition (nur Einsitzer-Varianten Mirage 2000C/-5)

Kampfmittel bis zu 6300 kg an neun Außenlaststationen unter den beiden Tragflächen sowie unter dem Rumpf
Luft-Luft-Lenkflugkörper
- 2 × Startschienen für je 1 × Matra R.550 „Magic 2“ – infrarotgesteuert für Kurzstrecken
- 2 × Startschienen für je 1 × Matra Super 530 D/F – radargesteuert für Kurzstrecken
- 6 × Startschienen für je 1 × MDBA MICA RF – radargesteuert für Mittelstrecken (nur Mirage 2000-5)
- 6 × Startschienen für je 1 × MDBA MICA IR – infrarotgesteuert für Mittelstrecken (nur Mirage 2000-5)

Luft-Boden-Lenkflugkörper
- 2 × Aérospatiale AS-30L (lasergesteuert, 240-kg-Sprengkopf)
- 2 × Matra „ARMAT“ (radarstrahlungsuchend, verbesserte AS-37 Martel)
- 2 × Aérospatiale AM-39 „Exocet“ – Seezielflugkörper
- 6 × Sagem Armement Air-Sol Modulaire (AASM) (GPS-/laser- oder infrarotgelenkter Lenkflugkörper; 250-kg-Sprengbombe mit Raketentreibsatz und Lenkeinheit)

Marschflugkörper
- 1 × Aérospatiale Air Sol Moyenne Portée (ASMP) – Marschflugkörper mit 300-kt-Nuklearsprengsatz (nur 2000N)
- 1 × MBDA „ASMP-A“ – Marschflugkörper mit 300-kt-Nuklearsprengsatz (nur 2000N)
- 1 × MBDA „SCALP-EG“ – Marschflugkörper (450-kg-BROACH-Sprengkopf)
- 2 × MBDA „Apache“ – Marschflugkörper mit 10 × 50 kg Submunition

Ungelenkte Luft-Boden-Raketen
- 4 × Raketenwerfer Matra F1 für je 36 × ungelenkte SNEB-Luft-Boden-Raketen; Kaliber 68 mm
- 4 × Raketenwerfer Matra F4 für je 18 × ungelenkte SNEB-Luft-Boden-Raketen; Kaliber 68 mm
- 4 × Raketenwerfer TBA 100-4 (F3) für je 4 × ungelenkte SNEB-Luft-Boden-Raketen; Kaliber 100 mm

Gelenkte Bomben
- 4 × GBU-54/B Joint Direct Attack Munitions (JDAM, laser- und satellitennavigationsgelenkte 227-kg-/500-lb-Bombe, basierend auf einer Mk.82-Sprengbombe mit einer DSU-38/B-Steuerung vorn sowie einem KMU-572/B-Lenksatz am Heck)
- 6 × Raytheon GBU-49(V)1/B „Enhanced Paveway II“ (auch EGBU-12; laser-, GPS- und INS-gelenkte 227-kg-/500-lb-Gleitbombe, basierend auf einer Mk.82-Sprengbombe mit Steuerung vorn und einem MAU-169K/B-Lenksatz am Heck)
- 4 × Raytheon GBU-22/B „Paveway III“ (lasergelenkte 227-kg-/500-lb-Gleitbombe, basierend auf einer Mk.82-Sprengbombe mit Steuerung vorn und BSU-82/B-Lenksatz hinten)
- 2 × Raytheon GBU-16B/B „Paveway II“ (lasergelenkte 496-kg-/1000-lb-Gleitbombe, basierend auf einer Mk.83-Sprengbombe mit Steuerung vorn und Lenksatz hinten)
- 2 × Raytheon GBU-24(V)/B „Paveway III“ (lasergelenkte 1100-kg-/2055-lb-Gleitbombe, basierend auf einer BLU-109-Eindringbombe oder Mk.84-Sprengbombe mit WGU-39A/B-Steuerung vorn und Lenksatz hinten)
- 3 × Matra BGL 1000 (lasergelenkte 990-kg-Gleitbombe)

Ungelenkte Bomben
- 18 × Société des Ateliers Mécaniques de Pont-sur-Sambre (SAMP) (125-kg-Freifallbombe; analog Mk.81)
- 18 × Société des Ateliers Mécaniques de Pont-sur-Sambre (SAMP) EU2 (250-kg-Freifallbombe; analog Mk.82)
- 9 × Société des Ateliers Mécaniques de Pont-sur-Sambre (SAMP) T200 (400-kg-Freifallbombe; analog Mk.83)
- 1 × 30-6-M2-Waffenträger mit 18 × Thomson-Brandt BAT-120 (34-kg-Splitterbombe)
- 1 × 30-6-M2-Waffenträger mit 18 × Thomson-Brandt BAP-100 (32,5-kg-Anti-Startbahn-Bombe)
- 7 × Matra/Thomson-Brandt BLG 66 „Belouga“ (305-kg-Streubombe)
- 7 × Thomson-Brandt BM-400 (Bombe Modulair) „CASCAD“ Mk.1 (390-kg-Streubombe)
- 12 × Matra BLU-107 „Durandal“ (raketengetriebene 219-kg-Anti-Startbahn-Bombe)
- 4 × Übungsbombenrack Rafaut F2 mit 4 × 50-kg-Übungsbomben
- 1 × CEA AN-52 freifallende 455-kg-Nuklearbombe; Sprengkraft 25 Kilotonnen (nur Mirage 2000N)

Zusatzbehälter
- 1 × AMD-BA-630-Kanonenbehälter mit 2 × 30-mm-Revolver-Maschinenkanonen DEFA Canon 30 M 550 F4 (M554) und je 600 Schuss Munition
- 2 × abwerfbare Unterflügel-Zusatztank RPL 501 / RPL 502 für je 1700 Liter Kerosin
- 2 × abwerfbare Unterflügel-Zusatztanks RPL 541 / RPL 542 für je 2000 Liter Kerosin (nur M20000D/N)
- 1 × abwerfbarer Unterrumpf-Zusatztank RPL 522 für 1300 Liter Kerosin
- 1 × Luftbetankungsbehälter Intertechnique 231–300b (Korb-Variante für „Buddy-Refueling“)

Aufklärungs-Zusatzbehälter
- 1 × Thomson-CSF „Atlis II“ (Automatic Tracking Laser Illuminating System) – Laserziel- und Navigationsbehälter
- 1 × Thales „Damoclès“ – Laserziel- und Navigationsbehälter
- 1 × Dassault/Thomson-TRT „RUBIS“ – FLIR-Navigationsbehälter
- 1 × Thomson-CSF SLAR 2000 „Raphael“ – Bodenradaraufklärungsbehälter
- 1 × AMD-BA COR 2 – Aufklärungsbehälter mit vier eingebauten optischen Kameras
- 1 × AMD-BA AA-3-38 „Harold“ – Aufklärungsbehälter mit optischer und TV-Kameras
- 1 × Dassault-NOR-Aufklärungsbehälter
- 1 × Thales ASTAC (Airborne Electronic Reconnaissance System) – ELINT-Aufklärungsbehälter

### Selbstverteidigung
Die Sensorinformationen werden im Selbstverteidigungssystem „ICMS 2“ verarbeitet und damit auch die Störmaßnahmen gesteuert
Aktive Maßnahmen
- 2 × Täuschkörperwerfer MBDA „Spirale“ mit je 56 Täuschkörpern (Düppel-Patronen 60 mm Durchmesser, in einem Stangenmagazin an der Flügelwurzel installiert)
- 8 × Täuschkörperwerfer MBDA „Spirale“ mit je acht Täuschkörpern (Hitzefackel-Patronen 60 mm Durchmesser, in rechteckigen Auswurfboxen unter dem Triebwerksauslass und vor dem Heckleitwerk installiert)
- 1 × Täuschkörperwerfereinheit MBDA „ECLAIRE M“ mit sechs Boxen zu je 8 × 60-mm-Täuschkörpern oder 18 × 40-mm-Täuschkörpern
- 1 × Chameleon-Störsender

Störbehälter (als Außenlasten)
- 1 × EKF-Störbehälter Thomson-CSF TMV 004 (CT-51J) „Caiman“
- 1 × EKF-Störbehälter Thomson-CSF TMV 002 „Remora“ (CT-51J) „Caiman“

Passive Maßnahmen
- 6 × Serwal-ESM-Gondeln mit je einem Radarwarnsensor

## Nutzer

### Aktuelle Nutzer
- Ägypten
  - Ägyptische Luftstreitkräfte: 15 Mirage 2000EM und vier Mirage 2000BM.[6]
- Frankreich
  - Armée de l’air et de l’espace: 65 Mirage 2000D, 26 Mirage 2000-5F und sechs Mirage 2000B-S5.[6]
  - Procor: Das private Militärunternehmen nutzt acht Mirage 2000C und eine Mirage 2000B als Aggressor-Flugzeuge.[7][8]
- Griechenland
  - Griechische Luftstreitkräfte: fünf Mirage 2000EG und 24 Mirage 2000-5/Mk.II.[6]
- Indien
  - Indische Luftstreitkräfte: 44 Mirage 2000H/I und elf Mirage 2000TH/TI.[6]
- Peru
  - Fuerza Aérea del Perú: zehn Mirage 2000P und zwei Mirage 2000DP.[6]
- Taiwan
  - Luftstreitkräfte der Republik China: 45 Mirage 2000-5EI und neun Mirage 2000-5DI.[6]
- Ukraine
  - Ukrainische Luftstreitkräfte: Eine unbestimmte Anzahl an Mirage 2000-5F aus französischen Beständen soll an die Ukraine übergeben werden. Am 6. Februar 2025 gab der französische Verteidigungsminister Sébastien Lecornu das Eintreffen der ersten Mirages in der Ukraine bekannt. Eine genaue Anzahl der übergebenen Maschinen wurde allerdings nicht veröffentlicht.[9][10]

- Vereinigte Arabische Emirate
  - Luftstreitkräfte der Vereinigten Arabischen Emirate: 44 Mirage 2000-9/EAD/RAD und 15 Mirage 2000-9DAD.[6]

### Ehemalige Nutzer
- Brasilien
  - Força Aérea Brasileira: Nutzte von 2005 bis 2013 zwölf von Frankreich erworbene Mirage 2000, davon zehn Mirage 2000C und zwei Mirage 2000B, die unter der Bezeichnung F-2000B/C betrieben wurden.[11] Acht F-2000C und eine F-2000B wurden nach ihrer Ausmusterung an das französische Unternehmen Procor für Flugzieldarstellung verkauft, eine weitere F-2000C (s/n 4948) wurde im Museu Aeroespacial ausgestellt.[8][12]
- Katar
  - Qatar Emiri Air Force: Ab 1997 neun Mirage 2000EDA und drei Mirage 2000DDA in Nutzung. Im Juni 2023 kündigte Indonesien den Kauf der zwölf Flugzeuge für 680 Millionen Euro an, schob diesen im Januar 2024 aus finanziellen Gründen allerdings auf. Im Februar verkündete ein Sprecher des indonesischen Verteidigungsministeriums das endgültige Aus für den Erwerb der Mirages.[13][14]

## Zwischenfälle
- Am 30. August 1995, dem ersten Tag der Operation Deliberate Force im Bosnienkrieg, wurde eine Dassault Mirage 2000N nahe Pale von einer Luftabwehrrakete abgeschossen. Beide Piloten wurden gefangen genommen und überlebten; sie wurden am 12. Dezember 1995 freigelassen.[15][16]
- Am 9. Januar 2019 verunglückte eine französische Mirage 2000D nahe der Schweizer Grenze bei Mignovillard.[17] Beide Besatzungsmitglieder starben.[18]
- Am 22. Juli 2025 verloren die ukrainischen Luftstreitkräfte aufgrund technischer Probleme eine Mirage 2000-5F.[19] Der Pilot rettete sich mit dem Schleudersitz.[20]